# Caleta Otaño
Die Caleta Otaño (spanisch) ist eine kleine Bucht im Grahamland der Antarktischen Halbinsel. Auf der Nordostseite der Tabarin-Halbinsel liegt sie südlich der Trepassey Bay unmittelbar vor dem Brown Bluff.
Argentinische Wissenschaftler benannten sie. Namensgeber ist Luis Otaño, Heizer auf der Korvette Uruguay im Jahr 1903.